# کوین پولین
کوین پولین (انگلیسی: Kevin Poulin؛ زادهٔ ۱۲ آوریل ۱۹۹۰) بازیکن هاکی روی یخ اهل کانادا است.
از باشگاه‌هایی که در آن بازی کرده‌است می‌توان به کلگری فلیمس اشاره کرد.